# Jihoafrická republika na Letních olympijských hrách 2016
Jihoafrická republika se účastnila Letní olympiády 2016.

## Medailisté
| Medaile | Jméno | Sport     | Soutěž                       |
| ------- | --- | --------- | ---------------------------- |
| Zlato   | Wayde van Niekerk | Atletika  | Muži 400 m                   |
| Zlato   | Caster Semenyaová | Atletika  | Ženy 800 m                   |
| Stříbro | Cameron van der Burgh | Plavání   | Muži 100 m prsa              |
| Stříbro | Chad le Clos | Plavání   | Muži 200 m volný způsob      |
| Stříbro | Lawrence Brittain Shaun Keeling | Veslování | Muži dvojka bez kormidelníka |
| Stříbro | Chad le Clos | Plavání   | Muži 100 m motýlek           |
| Stříbro | Luvo Manyonga | Atletika  | Muži skok daleký             |
| Stříbro | Sunette Viljoenová | Atletika  | Ženy hod oštěpem             |
| Bronz   | Dylan Sage Philip Snyman Tim Agaba Kwagga Smith Werner Kok Kyle Brown Cheslin Kolbe Roscko Speckman Justin Geduld Cecil Afrika Seabelo Senatla Juan de Jongh Francois Hougaard | Rugby     | Družstvo mužů                |
| Bronz   | Henri Schoeman | Triatlon  | Muži                         |